# 徐显秀墓
37°50′08″N 112°36′44″E / 37.83569°N 112.61212°E
徐显秀墓是位于山西省太原市迎泽区郝庄乡王家峰村的一座北齐墓葬，墓主人是北齐太尉武安王徐显秀。2000年，墓地被盜，山西省考古所和太原市考古所在随后两年进行了联合抢救性发掘，仍出土一些随葬品，期间发现和清理的壁画尤为珍贵。2002年，徐显秀墓入选“全国十大考古新发现”，2006年作为王家峰墓群的一部分，成为第六批全国重点文物保护单位。

## 发掘过程

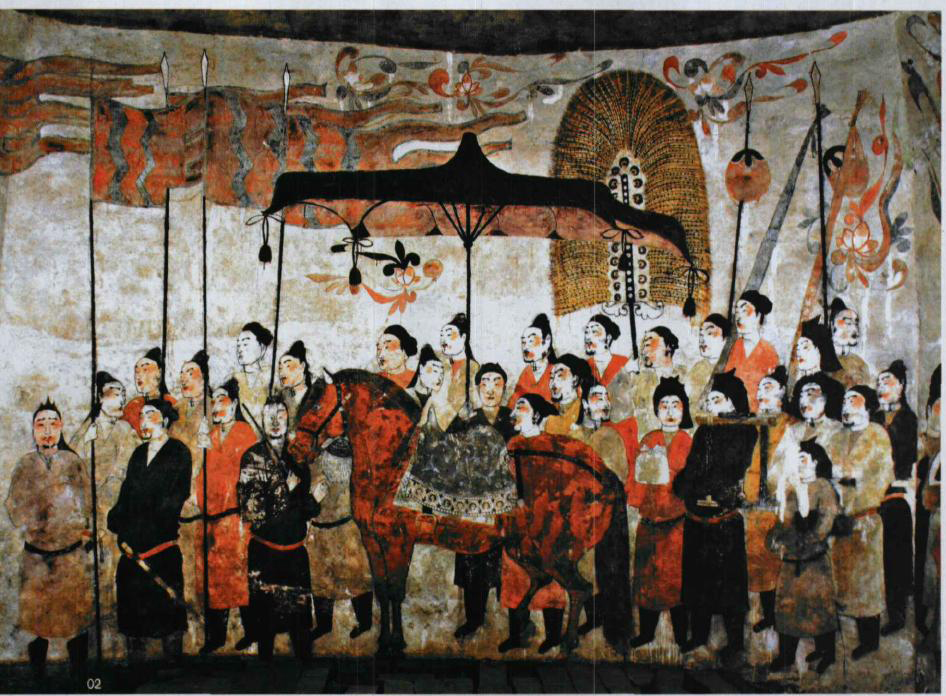
徐显秀墓壁画，墓室西壁（墓主人出行图）

徐显秀墓位于太原市迎泽区郝庄乡王家峰村东的梨园中，封土高约4米，当地人称“王墓”。
2000年12月1日，王家峰村村民报告村东梨园中的“王墓”被盗。赶来的太原市考古所的人员通过盗洞进入墓室，发现了墓室壁上精美的壁画，并进行了拍照。考古工作者根据照片初步断定为北朝晚期的墓葬。太原市政府紧急拨款，山西省考古所和太原市考古所组成了以常一民为队长的联合考古队，对墓葬进行抢救性发掘。
由于天气原因，正式的发掘在第二年的春天才正式开始。2001年4月，考古人员在清理墓道时找到了壁画。墓道壁画的绘制方法是在墙壁上刷上一层白灰水后直接彩绘，非常独特，从前并没有发现这样的画法。壁画保存情况较差，而且墓壁附近有很多植物的根系，考古人员使用注射器向墓壁注射粘着剂，请山西省农科院的专家使用药物杀死墓壁附近的植物。最后经过3个月的努力将二百多平方米的墓道壁画清理完毕。2002年，发掘人员用两个多月又对墓道北壁的壁画进行了保护工作。9月底，工作人员进入墓室，发现墓室壁上亦有壁画，但是墓室的壁画受损更加严重。此外，工作人员在墓室中还发现了墓志，并借此确认了墓主人的身份。另外墓中还出土了其它一些文物。

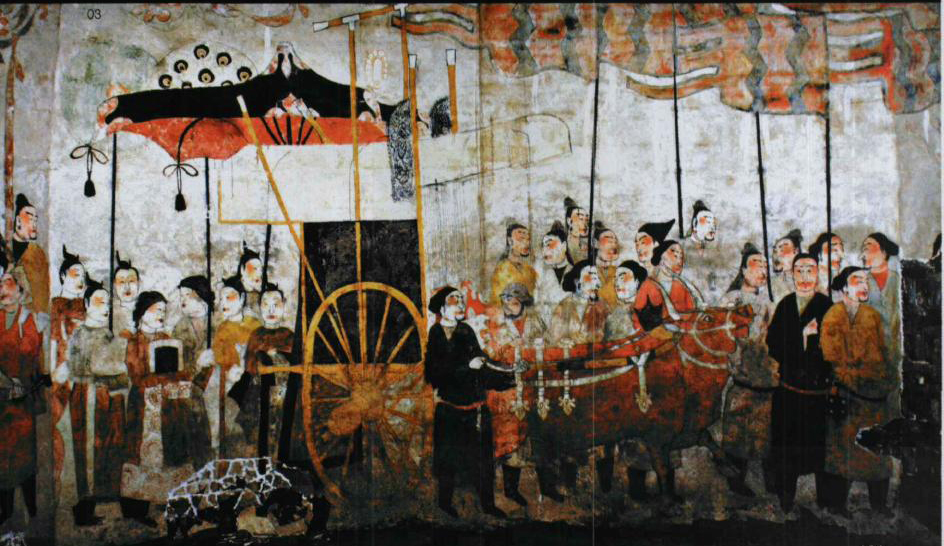
徐显秀墓壁画，墓室东壁（墓主夫人出行图）

## 墓室壁画
徐显秀墓的壁画总面积达三百余平方米。墓道三壁的壁画构成一个连贯的画面，表现的是由四只神兽引导的庞大仪仗队等待墓主人出行的场景。墓室甬道口绘制的门吏手执短鞭，庄严肃立。墓室四壁均有壁画。北壁的“宴饮图”，描绘的是餐盘里摆放着美食，墓主夫妇坐在帷帐下，周围乐伎演奏音乐的画面。墓室的西壁描绘的是墓主人出行的画面，东壁描绘的是墓主夫人出行的画面，南壁表现的则是出行的仪仗队。壁画的人物多为胡人相貌，人物的服装打扮带有鲜明的时代特色。

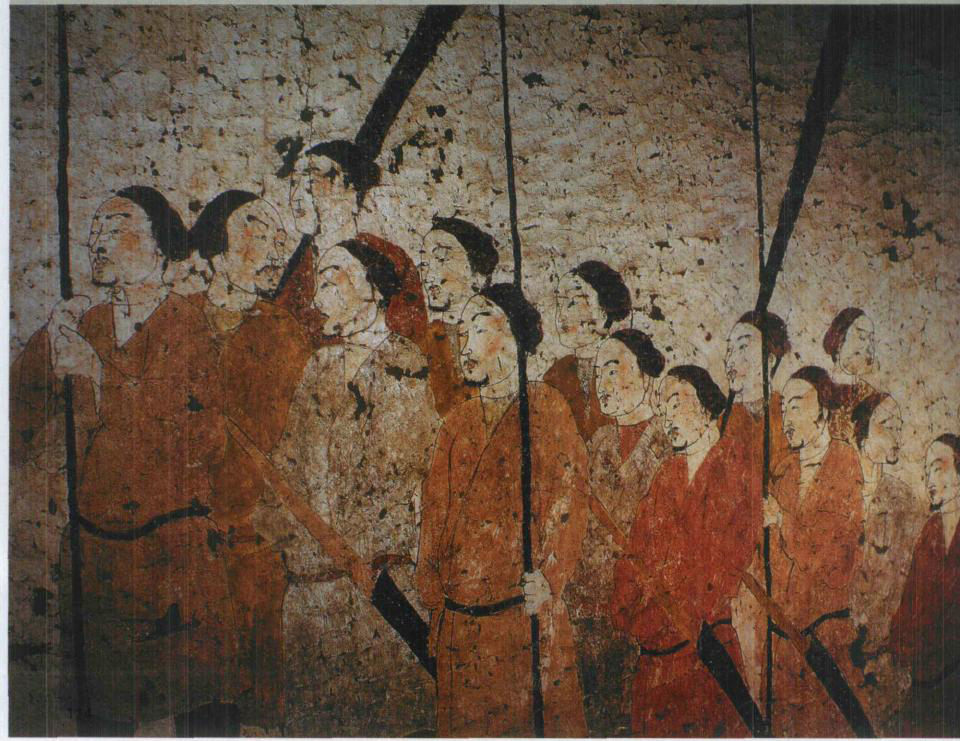
徐显秀墓壁画，墓道（仪仗队）

## 出土文物
发掘人员在清理墓道时在墓道底部的土中发现了一些残破的陶瓷器。墓室中出土了石桌状的墓志。由于此墓多次被盗，随葬品毁损严重。出土文物共五百多件，其中有约两百件瓷器和三百二十余件陶俑。其中还有一件金元时期的瓷碗，证明此墓曾在金元时期被盗。 考古人员在清理棺床时发现了一枚嵌蓝宝石金戒指，为西亚或地中海风格，造型奇特，工艺精湛，戒面阴刻一舞蹈人物，充满神秘气息。有学者称此人物与希腊货币上的宙斯的形象相似。 出土文物目前主要在山西博物院“民族熔炉”展厅展出。

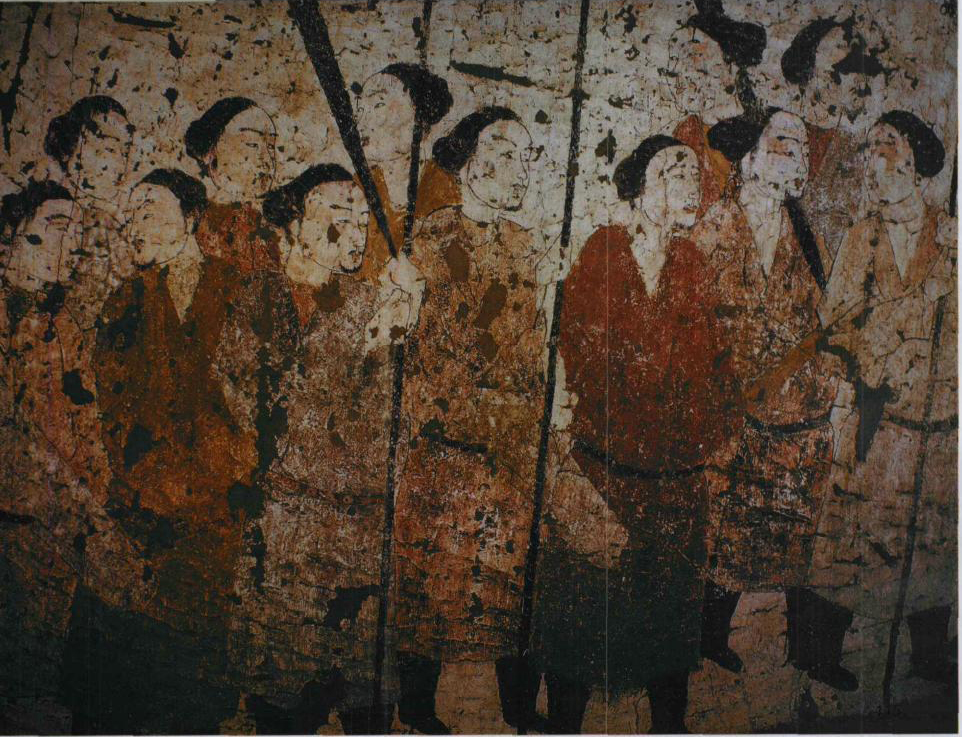
徐显秀墓壁画，墓道（仪仗队）

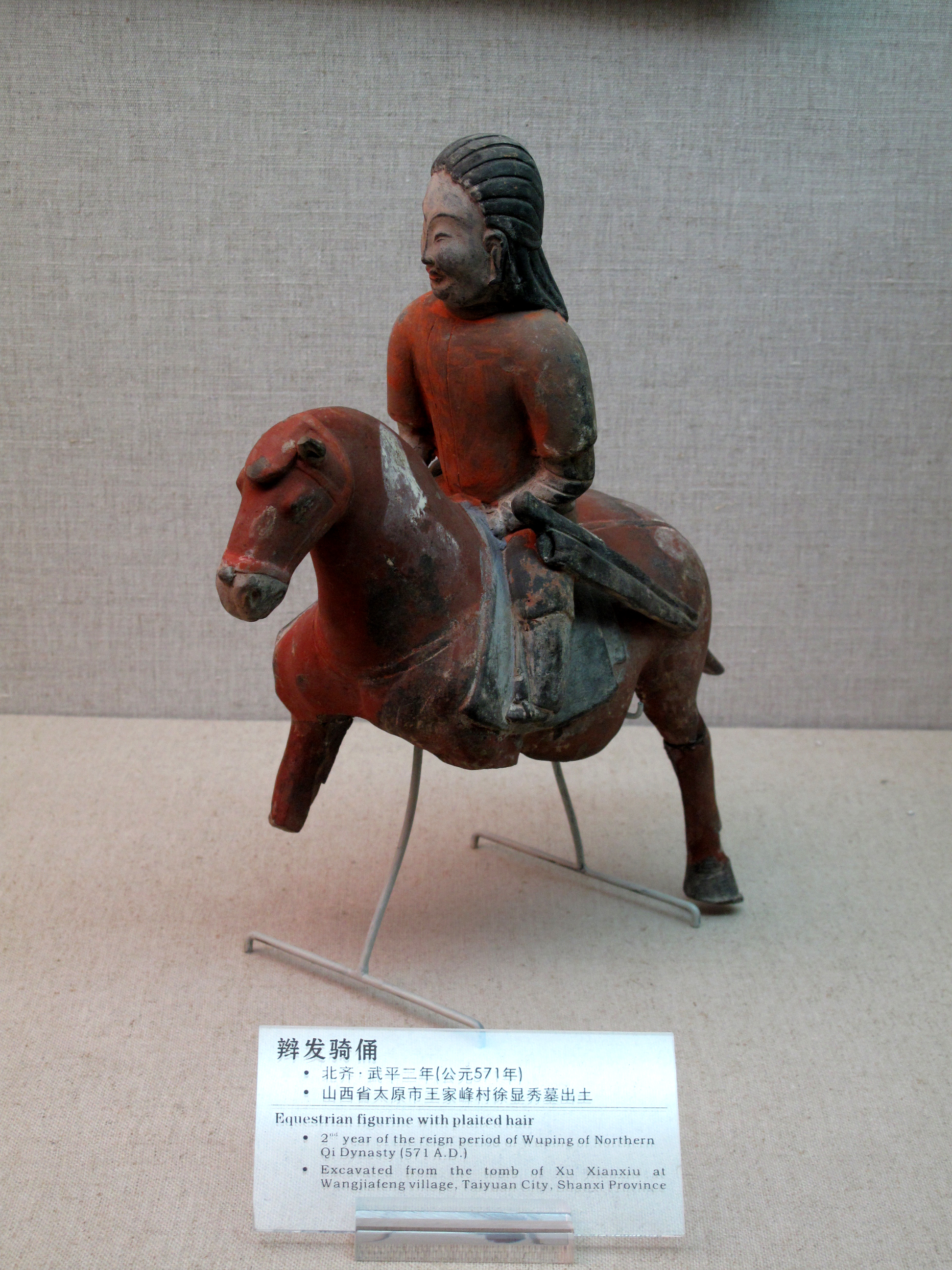
徐显秀墓出土辫发骑俑

## 学术研究
墓中发现的尸骨零散不全，且明显不是同一个人的骨骼，可能是墓主受祆教天葬习俗的影响的结果。墓门原本雕刻着青龙、白虎，后来却又在上面绘出鸟的形象，令人不解。墓葬壁画的胡风体现了南北朝时期胡汉文化的交流融合，同时也是当时社会生活的生动反映。壁画体现了古代中国绘画“疏体”的画风，是中国古代绘画发展过程的见证。

## 文物价值
徐显秀墓是目前发现的中国保存最完整的大型北齐壁画墓，是考古工作者研究北齐墓葬及其对隋唐墓葬的影响、中国古代墓葬壁画艺术的绝佳资料。

## 修复保护
徐显秀墓自2002年发掘之后，墓道长期敞开，严重伤害了墓室壁画。壁画出现了氧化、发黑、土质疏松等问题。2011年8月8日起，太原市投资300余万元，由敦煌研究院文物保护中心对壁画进行抢救性修复。整个修复计划预计持续到2013年。太原市同时准备投资2000万余元建设占地30余亩的壁画博物馆。

## 图集

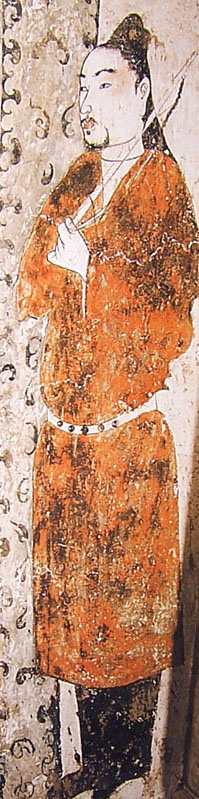
壁画局部（墓室门口的执鞭门吏）
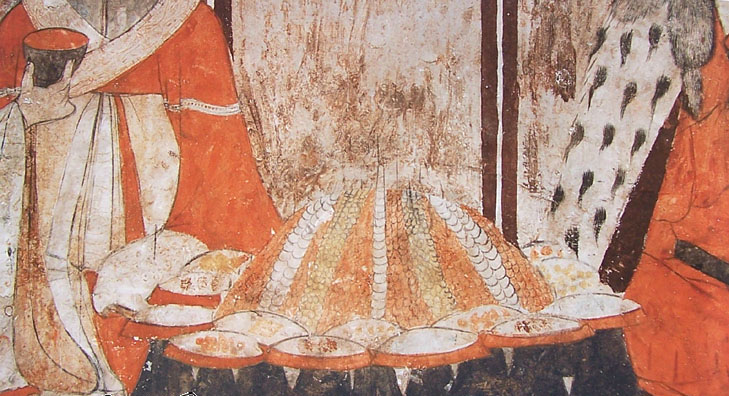
壁画局部（墓室北壁，宴饮图中的食品）
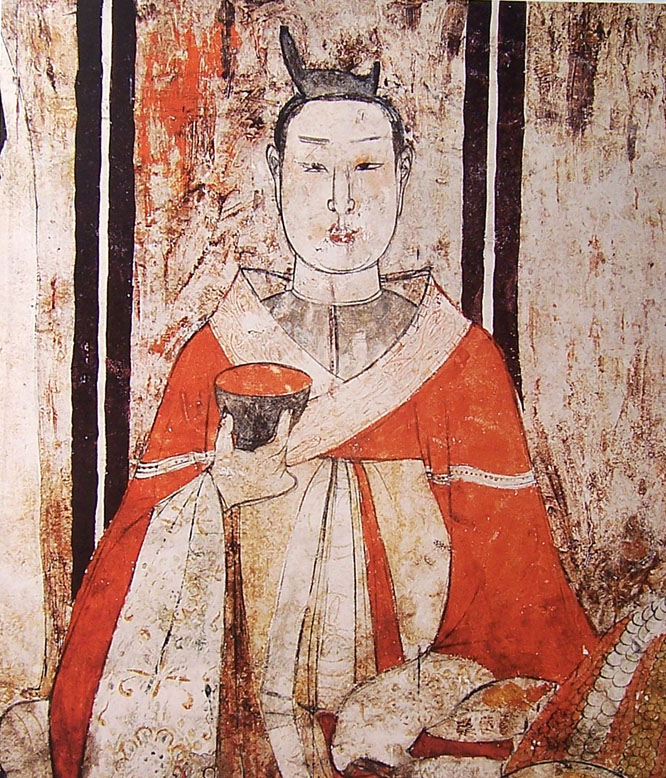
壁画局部（墓室北壁，宴饮图，墓主夫人）
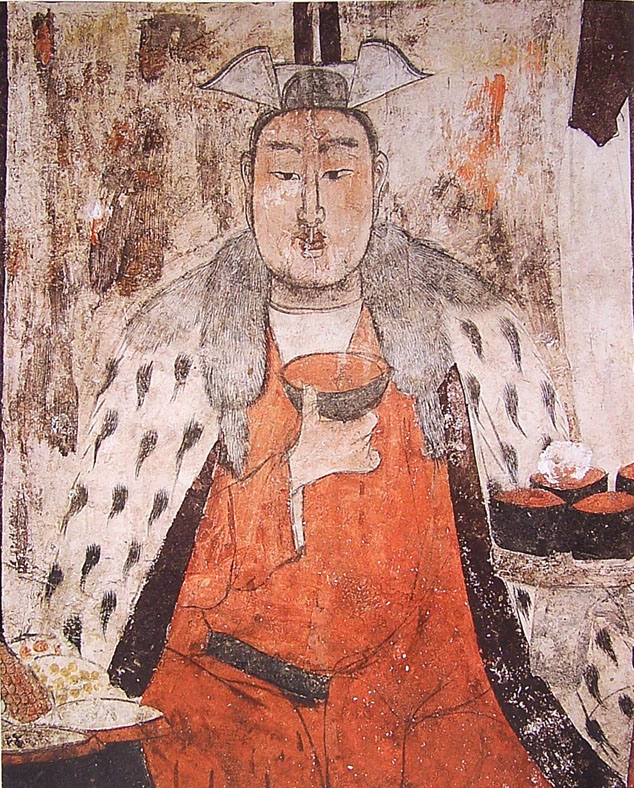
壁画局部（墓室北壁，宴饮图，墓主人）
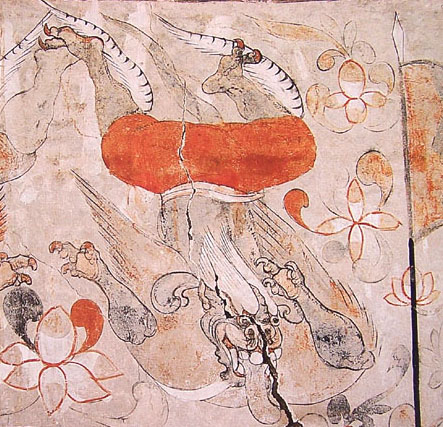
壁画局部（墓室南壁，神兽）
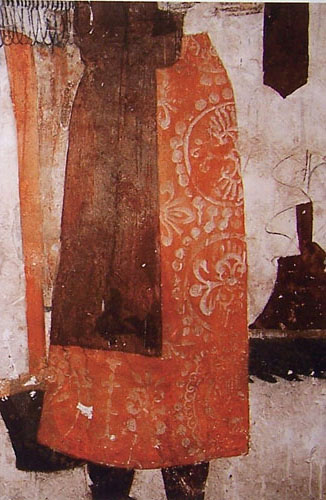
壁画局部（墓室西壁备车图，侍女裙裾）
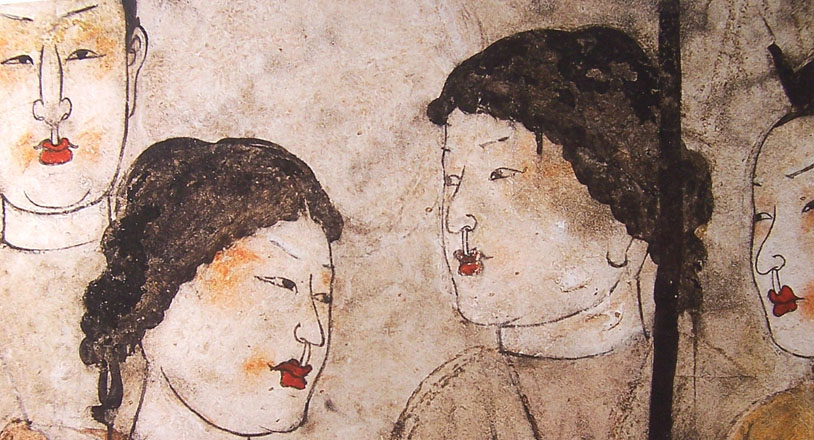
壁画局部（墓室西壁备车图，侍女发型）
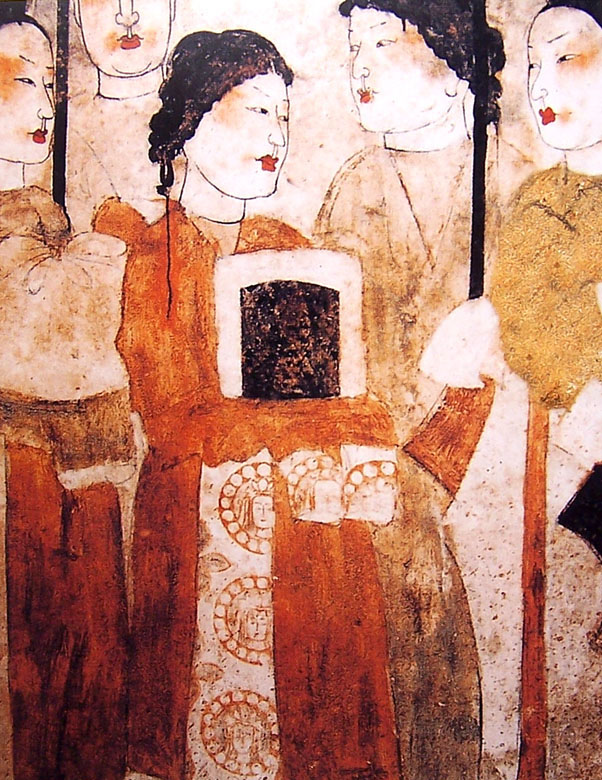
壁画局部（墓室西壁备车图，侍女）

## 參看
- 徐顯秀